# The Escapist
The Escapist is een nummer van de Nederlandse popzanger Waylon. Het is de eerste single van zijn tweede album, die werd uitgebracht in november 2011.

## Achtergrond
In week 40 werd de single uitgeroepen tot 3FM Megahit.

## Tracklist
| Nr. | Titel        | Duur  |
| --- | ------------ | ----- |
| 1.  | The Escapist | 03:46 |

## Hitnoteringen

### Nederlandse Top 40
| Hitnotering: 15-10-2011 t/m 05-11-2011 | Hitnotering: 15-10-2011 t/m 05-11-2011 | Hitnotering: 15-10-2011 t/m 05-11-2011 | Hitnotering: 15-10-2011 t/m 05-11-2011 | Hitnotering: 15-10-2011 t/m 05-11-2011 | Hitnotering: 15-10-2011 t/m 05-11-2011 |
| Week:                                  | 1                                      | 2                                      | 3                                      | 4                                      |                                        |
| -------------------------------------- | -------------------------------------- | -------------------------------------- | -------------------------------------- | -------------------------------------- | -------------------------------------- |
| Positie:                               | 32                                     | 31                                     | 32                                     | 39                                     | uit                                    |

### NederlandseSingle Top 100
| Hitnotering: 08-10-2011 t/m 03-12-2011 | Hitnotering: 08-10-2011 t/m 03-12-2011 | Hitnotering: 08-10-2011 t/m 03-12-2011 | Hitnotering: 08-10-2011 t/m 03-12-2011 | Hitnotering: 08-10-2011 t/m 03-12-2011 | Hitnotering: 08-10-2011 t/m 03-12-2011 | Hitnotering: 08-10-2011 t/m 03-12-2011 | Hitnotering: 08-10-2011 t/m 03-12-2011 | Hitnotering: 08-10-2011 t/m 03-12-2011 | Hitnotering: 08-10-2011 t/m 03-12-2011 | Hitnotering: 08-10-2011 t/m 03-12-2011 |
| Week:                                  | 1                                      | 2                                      | 3                                      | 4                                      | 5                                      | 6                                      | 7                                      | 8                                      | 9                                      |                                        |
| -------------------------------------- | -------------------------------------- | -------------------------------------- | -------------------------------------- | -------------------------------------- | -------------------------------------- | -------------------------------------- | -------------------------------------- | -------------------------------------- | -------------------------------------- | -------------------------------------- |
| Positie:                               | 27                                     | 35                                     | 61                                     | 78                                     | 63                                     | 45                                     | 59                                     | 86                                     | 90                                     | uit                                    |